# Objetivo Birmania
Objetivo Birmania va ser un grup musical espanyol que va viure dues etapes diferenciades:De 1982 a 1986 van ser una formació amb quatre instrumentistes masculins, i tres veus femenines, una solista i dues coristes conegudes com les Birmettes. El 1987, es va produir un cisma en el grup que va provocar una lluita entre les dues meitats pel nom que es va resoldre en els tribunals. Els membres que es van fer amb els drets del nom van decidir seguir endavant amb el grup, mentre els altres es van dedicar a altres projectes o van abandonar la música. Després d'una convocatòria de càstings, el grup es va reformar i va reconvertir en un trio vocal femení. Aquesta nova versió de la formació, completament diferent en estructura i estil, va debutar el 1989. Objetivo Birmania se separaria definitivament al desembre de 1991.

## Discografia
Àlbums
- 1984: Tormenta a las 10 (Warner)
- 1985: Todos los hombres son iguales (Warner)
- 1989: Los amigos de mis amigas son mis amigos (Epic)
- 1991: Los hombres no ligan (Epic)

Senzills
- 1982: Shiwips (Rara Avis)
- 1983: Cocofunk (Rara Avis)
- 1984: Ves lo que pasa (La bola de cristal)
- 1984: Desidia
- 1984: Llorando hasta el amanecer
- 1984: No te aguanto más
- 1985: Baila para mí
- 1985: En un rincón del corazón
- 1985: Siroco
- 1986: Todos los hombres son iguales
- 1989: Los amigos de mis amigas son mis amigos
- 1989: A mi chico le gusta el inglés
- 1989: Mi último fracaso
- 1989: Qué importa la edad
- 1991: Con faldas y a lo loco
- 1991: Y yo con estos pelos (La más guapa de la fiesta)